# Nordbahnviertel

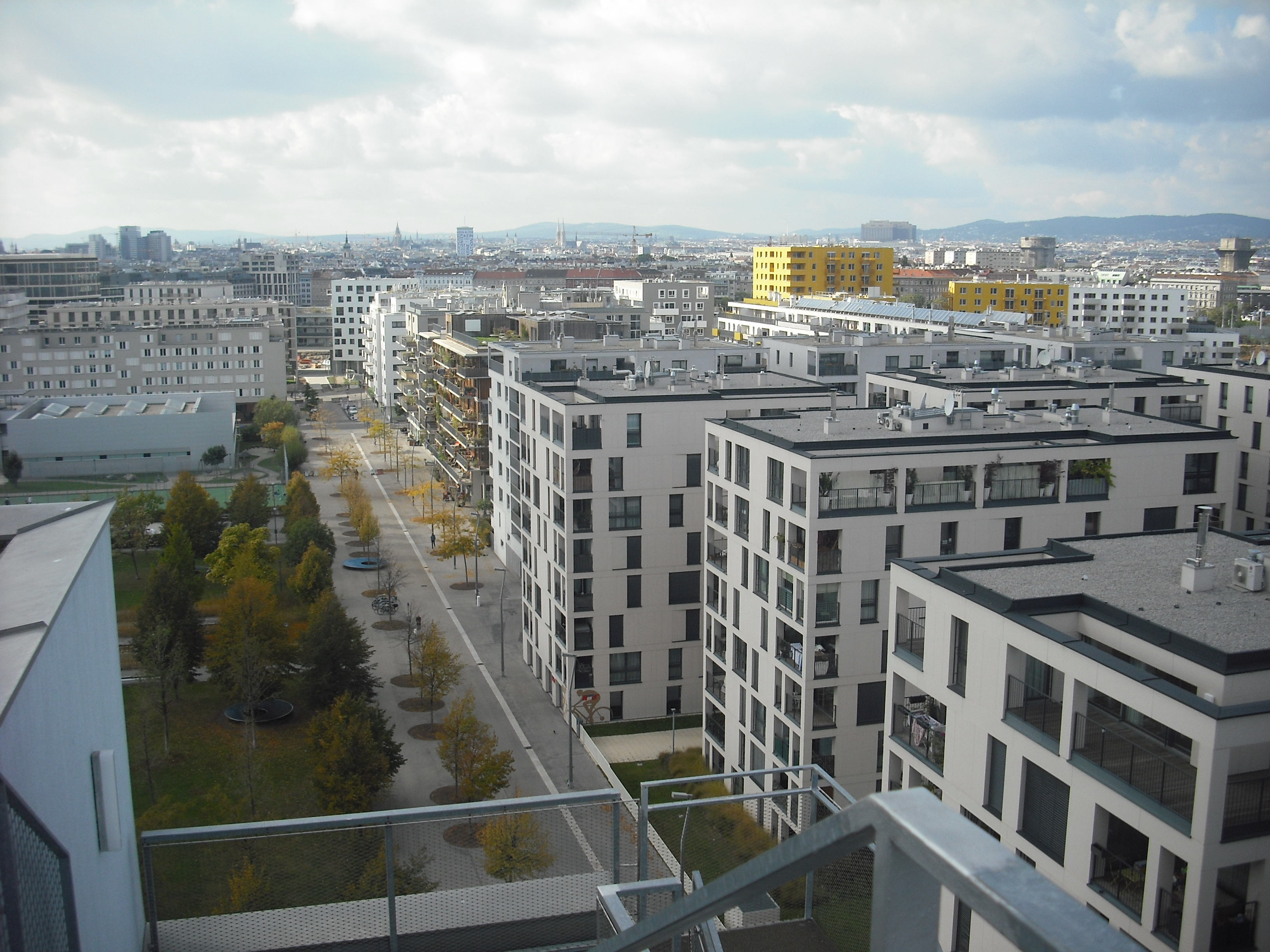
Blick über die Krakauer Straße mit dem Rudolf-Bednar-Park, 2019

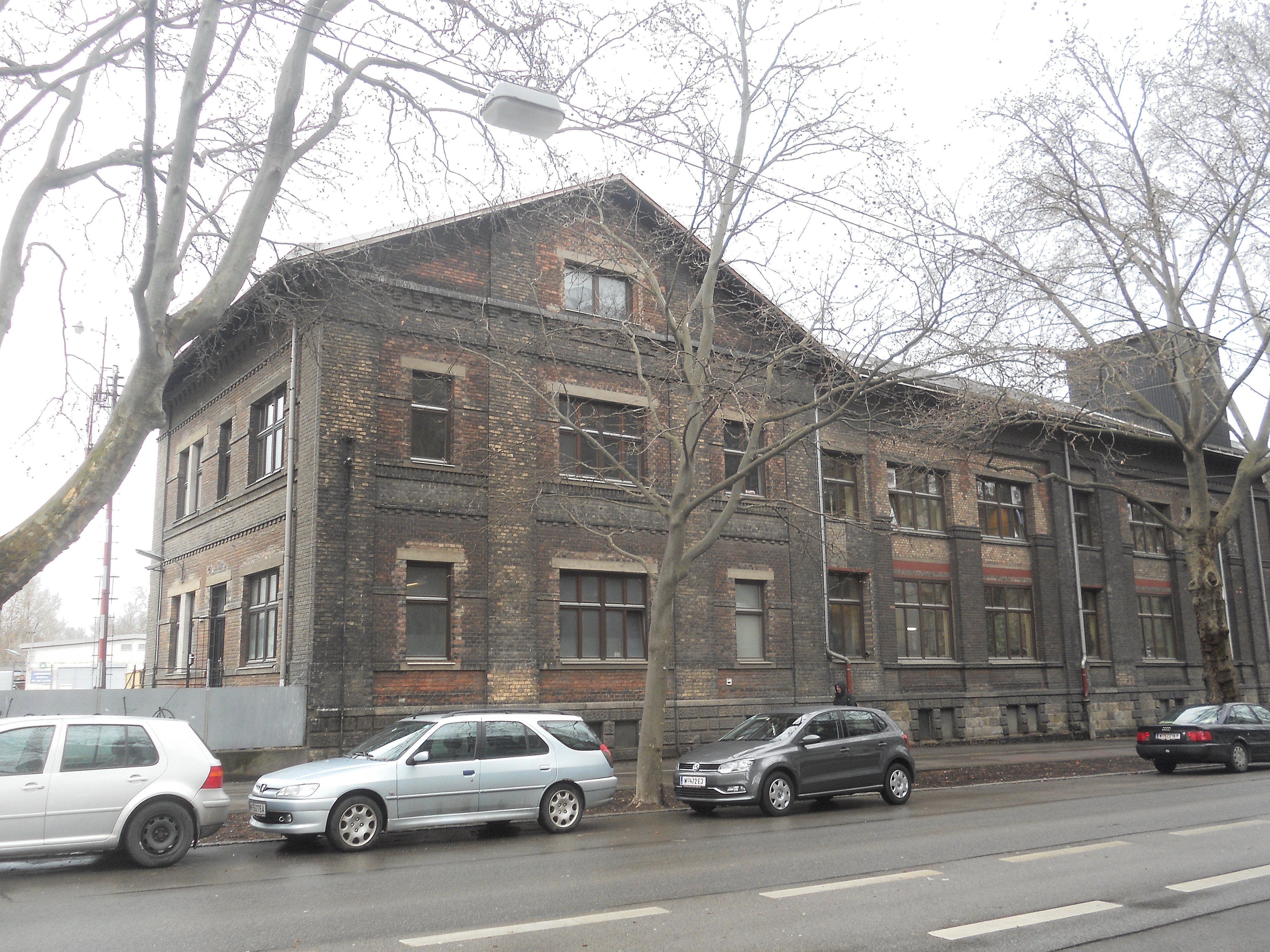
Nördlichster Punkt des Areals: ehemaliges Material-Depôt d. K.F.N.B., Innstraße 20 (heute ohne Gleisanschluss)

Das Nordbahnviertel (auch Nordbahnhofviertel) ist ein teilweise noch im Bau befindliches Stadtviertel im 2. Wiener Gemeindebezirk Leopoldstadt. Es ist etwa 85 Hektar groß und befindet sich auf dem Areal des früheren Nordbahnhofs und späteren „Frachtenbahnhof Wien Nord“.
Die Geschichte des Stadtentwicklungsgebiets reicht bis 1978 zurück. Die Magistratsabteilung 18 (Stadtstrukturplanung) veröffentlichte damals eine erste städtebauliche Studie zur Entwicklung des ehemaligen Frachtenbahnhofsgeländes. Die Fertigstellung des Quartiers wird für 2030 erwartet. Bis dahin sollen dort 20.000 Menschen wohnen und 20.000 Arbeitsplätze geschaffen worden sein.

## Lage
Das Nordbahnviertel wird wie folgt begrenzt:
- Norden: Innstraße. Sie bildet auch die Grenze zwischen dem 2. und dem 20. Gemeindebezirk Brigittenau.
- Osten: Vorgartenstraße.
- Süden: Lassallestraße. Die B8 bildet als Verlängerung der am Praterstern zentrumsseitig anschließenden Praterstraße eine wichtige Verbindung vom Stadtzentrum zur Reichsbrücke und über die Donau in den 22. Bezirk. Die hier verlaufende U-Bahn-Linie U1 erschließt das Nordbahnviertel durch die Stationen Praterstern und Vorgartenstraße. Südlich der Lassallestraße liegt das Stuwerviertel als Übergang zum Wiener Prater.
- Westen: Nordbahnstraße westlich des Gleiskörpers der Nordbahn mit der Schnellbahn-Stammstrecke. Westlich davon befindet sich das historische Nordbahnviertel, heute als Volkert- und Alliiertenviertel bezeichnet.

Der Name Nordbahnviertel bezeichnete ursprünglich das an die Nordbahnstraße unmittelbar westlich angrenzende Stadtviertel zwischen Heinestraße und Taborstraße. Heute wird diese Gegend nördlich der Straße Am Tabor als Alliiertenviertel (nach der Alliiertenstraße) und südlich davon als Volkertviertel (nach dem Volkertmarkt) bezeichnet. Das Gelände des ehemaligen Frachtenbahnhofs wird erst seit etwa 2010 so bezeichnet.
Im Nahbereich des Nordbahnviertels befinden sich der Hauptstrom der Donau mit dem Naherholungsgebiet Donauinsel, die Reichsbrücke, der Wiener Prater und der Praterstern. Etwas weiter westlich schließt das Stadtentwicklungsgebiet Nordwestbahnviertel mit dem Augarten an.

## Geschichte

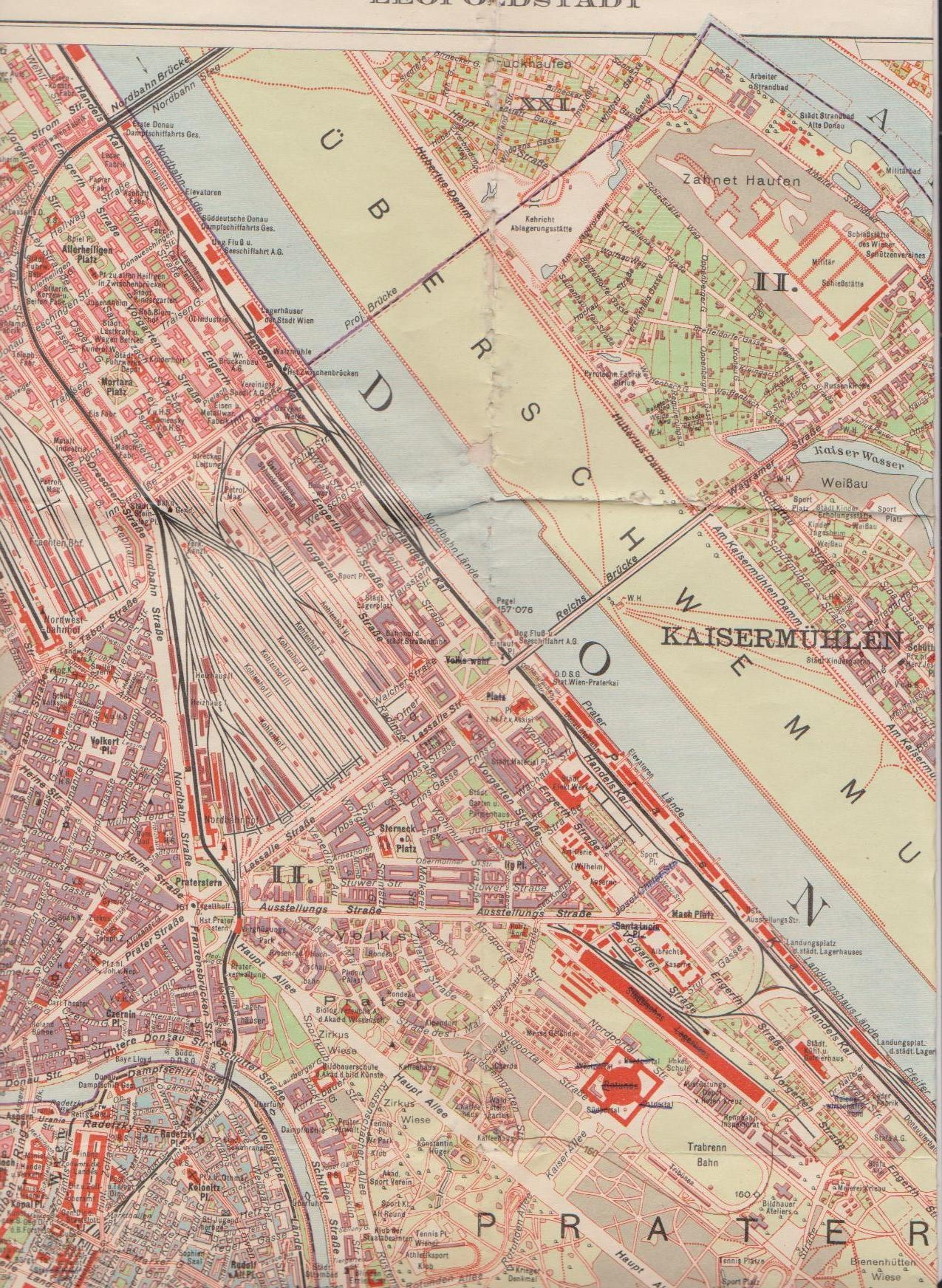
Das Nordbahnhofgelände um 1925

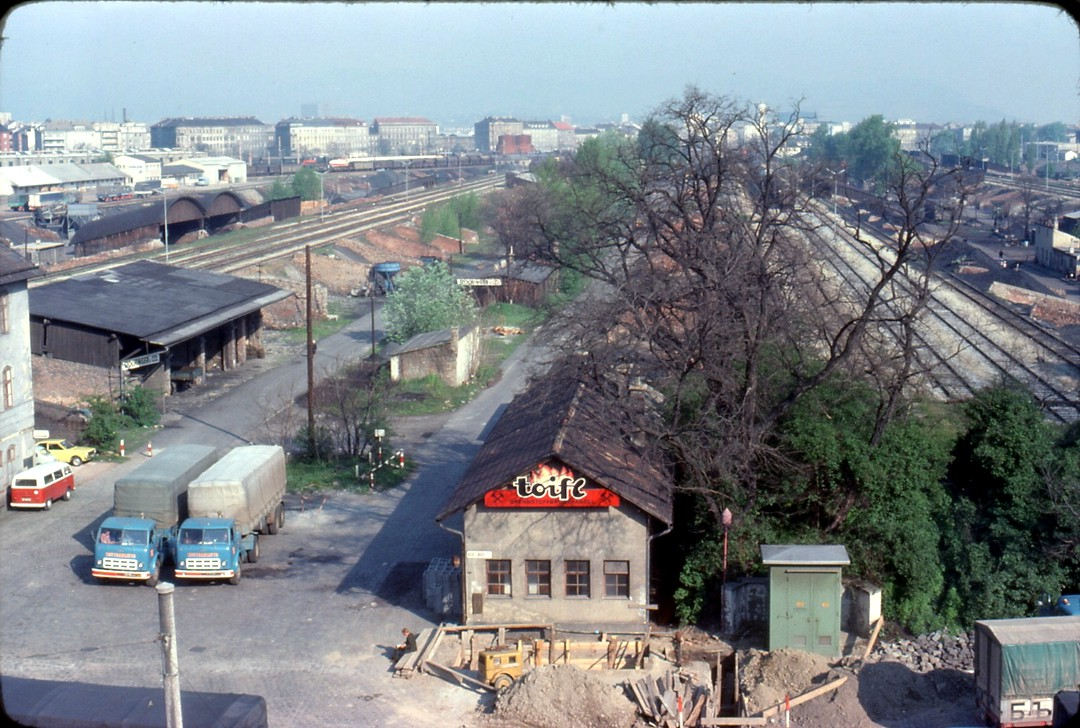
Blick von der Lassallestraße auf den Frachtenbahnhof, 1977

Bis zur ersten Wiener Donauregulierung im späten 19. Jahrhundert war das gesamte Gebiet ein Teil der Donauauen, das von den beiden großen Armen Kaiserwasser und Fahnenstangenwasser durchströmt wurde. Am 7. April 1837 wurde am noch unregulierten Donauufer des Kaiserwassers mit dem Bau des Kopfgebäudes des ersten Wiener Nordbahnhofs begonnen. Er bildete den Ausgangspunkt der Kaiser-Ferdinands-Nordbahn.
Teile des Areals wurden dazu aufgeschüttet, das Gebäude befand sich auf der etwa vier Meter hohen Dammkante an der Forstmeisterallee (heute Nordbahnstraße). Im Südosten des Areals befand sich bereits die zur ersten k.k. Militär- und Zivil-Schwimmschule führende Schwimmschulallee. 1949 wurde diese, nach mehreren Namenswechseln, in Lassallestraße umbenannt. Nach der 1875 abgeschlossenen Donauregulierung konnte schließlich das gesamte Gebiet rechts des Hauptstroms trockengelegt und genutzt werden. Haupteinnahmequellen des Bahnbetriebes waren der Kohle- und Gütertransport aus Mähren, Schlesien und Galizien nach Wien, daher wurde das Frachtenbahnhofsareal bis zum Ersten Weltkrieg zunehmend vergrößert.
Mit dem Zerfall der Habsburgermonarchie 1918 wurde die Bahnstrecke zerschnitten und verstaatlicht. Der Kohletransport verlor in den Folgejahren zunehmend an wirtschaftlicher Bedeutung. Der Personenverkehr wurde nach den Zerstörungen des Zweiten Weltkrieges in der Zeit des Eisernen Vorhangs auf andere Bahnhöfe verlagert und aufgegeben. Die ÖBB bündelten das Frachtaufkommen zunehmend außerhalb des Stadtgebietes, spätestens mit dem Baubeginn des Zentralverschiebebahnhofs Wien-Kledering 1978 wurde der Bahnbetrieb am Nordbahnhof endgültig obsolet. Im selben Jahr erschien die erste städtebauliche Studie zur Umwidmung des Bahnhofsgeländes in ein Stadtentwicklungsgebiet. Die Bautätigkeiten sollten aber erst in den 1990er Jahren im Vorfeld der geplanten Weltausstellung Expo 95 Fahrt aufnehmen.

## Quartiersentwicklung

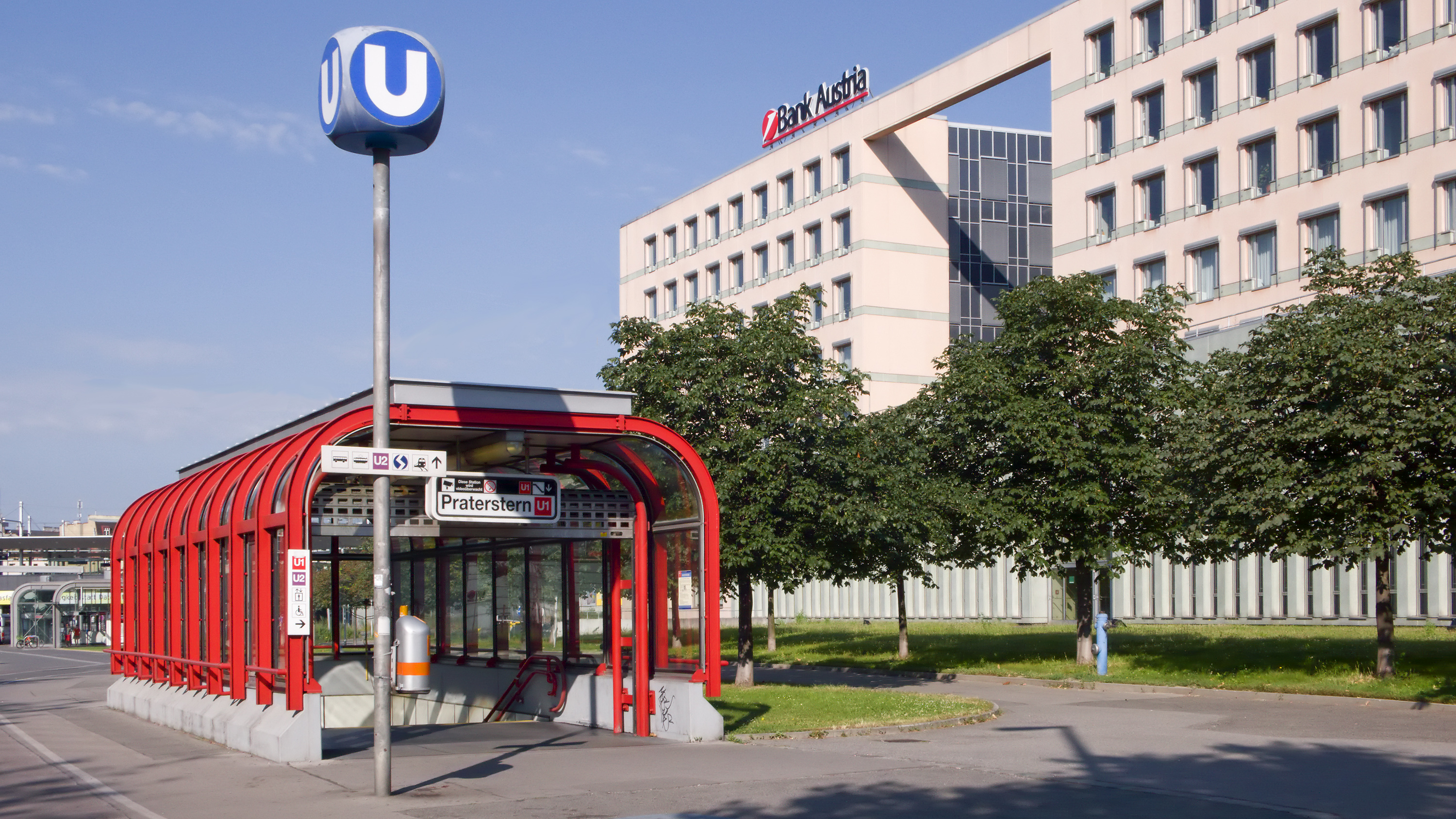
Bürogebäude an der Lassallestraße 1, hinter dem links beim 2019 benannten Anitta-Müller-Cohen-Platz die 2018 benannte Straße der Wiener Wirtschaft vom Praterstern abzweigt; vorne Abgang zur U1; an der rechten Gebäudekante verläuft die Joseph-Roth-Gasse

### Städtebauliches Leitbild 1994
Bereits 1978 publizierte die Magistratsabteilung 18 (Stadtstrukturplanung) eine erste städtebauliche Studie zur Entwicklung des ehemaligen Frachtenbahnhofsgeländes. 1979 gaben die ÖBB vereinzelte Flächen an der Lassallestraße für die Bebauung mit Bürogebäuden frei. Im Vorfeld der geplanten Weltausstellung Expo 95 erwarb die Stadt Wien schließlich weitere Grundstücke von den ÖBB, um am Areal eine gemischte, dichte, richtungsweisende „Stadt der Zukunft“ zu errichten.
1991 bis 1993 wurde unter Leitung der MA 21A das Städtebauliche Leitbild Nordbahnhof entwickelt. Aus dem Wettbewerb für das Gestaltungskonzept ging der Entwurf von Heinz Tesar und Boris Podrecca als Sieger hervor, 1994 wurde die Umsetzung vom Wiener Gemeinderat beschlossen. Wesentliche Ziele des Leitbildes waren:
- gemischte Nutzungs- und Sozialstruktur
- Berücksichtigung ökologischer Aspekte und Umweltverträglichkeit des Verkehrs
- in Etappen entwicklungsfähiges Quartier
- prozesshafte Entwicklungen mit Möglichkeit, auf sich ändernde Rahmenbedingungen zu reagieren[10]

Der Entwurf sah eine weitgehend geschlossene Blockrandbebauung vor. Quer durch das Quartier sollte sich ein zentraler Boulevard, die Riesenradstraße (heute Bruno-Marek-Allee) ziehen. Es waren drei, nur vergleichsweise kleine Grünareale vorgesehen: der etwa drei Hektar große Leopoldspark (heute Rudolf-Bednar-Park), die bereits damals als artenreich erkannte „ökologisch wertvolle Fläche“ im Nordwesten (Freie Mitte, als Stadtwildnis) und Sportflächen östlich der Bahnstrecke. Das Quartier sollte in mehreren Bauabschnitten verwirklicht werden. 1999 begannen die Bauarbeiten an der Lassallestraße. Weitere Etappen im Norden folgten.
Der auf dem östlichen Geländeteil nahe Vorgartenstraße und Haussteinstraße gelegene, 31.000 Quadratmeter große Rudolf-Bednar-Park, benannt nach dem Bezirksvorsteher 1977–1984, wurde 2008 eröffnet. 2010 wurde an der Ernst-Melchior-Gasse unweit des Parks der Campus Gertrude Fröhlich-Sandner (Kindergarten und Volksschule für bis zu 670 Kinder) fertiggestellt.
An der Bruno-Marek-Allee wurde von der Signa Holding bis 2018 zwischen Jakov-Lind-Gasse / Rothschildplatz und Walcherstraße nach Plänen von Boris Podrecca (er ging aus einem zweistufigen Wettbewerb als Sieger hervor)
der Austria Campus errichtet, von dem die Hälfte von der Unicredit Bank Austria für ihre neue Zentrale gemietet wurde. Die Bruttogeschoßfläche der Bauten (fünf bis sechs Stockwerke hohe Bürogebäude für 9.000 Arbeitsplätze, Hotel mit etwa 200 Zimmern, Betriebsrestaurants und -kindergarten, Geschäftslokale und Kunstsammlung) wurde mit 200.000 Quadratmeter angegeben, die Investition mit 490 Millionen Euro.

### Städtebauliches Leitbild 2014
Gegen 2011 hatten sich mehrere Rahmenbedingungen seit dem städtebaulichen Leitbild 1994 geändert:
- Die Gleistrasse der Nordbahn wurde verschmälert, dadurch konnte ein Streifen westlich der Gleise zusätzlich bebaut werden.
- Drei Unterführungen entstanden, die das Gelände an die Taborstraße, Schweidlgasse und die Straße Am Tabor anschlossen.
- Das Verbindungsgleis von der Nordbahn zur Donauuferbahn, das im Norden durch das Gelände führte, wurde nicht mehr benötigt.
- Es wurden neue Anforderungen an die soziale Infrastruktur gestellt, etwa stieg der Bedarf nach einem zweiten Bildungscampus.
- Mittlerweile wurde auch für den nordwestlich benachbarten ehemaligen Nordwestbahnhof ein städtebauliches Leitbild erstellt.

Die Wiener Stadtplanung und die ÖBB lobten daher einen neuen städtebaulichen Ideenwettbewerb zur Optimierung der bisherigen Planung aus. Als Sieger ging das Projekt Freie Mitte – Vielseitiger Rand von Bernd Vlay und Lina Streeruwitz hervor. Es wurde 2014 von der Stadtentwicklungskommission zur Kenntnis genommen. An Stelle der flächigen Blockrandbebauung aus dem Leitbild 1994 trat mit dem neuen Konzept eine zentrale, großräumige Grünfläche. Die Bebauung sollte sich am Rand des Parks konzentrieren, akzentuiert durch ein Ensemble aus acht Hochhäusern.
Im Oktober 2015 verkauften die ÖBB den noch in ihrem Besitz befindlichen, restlichen Teil des Areals an ein Immobilienkonsortium. Die Käufergruppe bestand aus der Wiener Städtischen Versicherung und den Bauträgern Raiffeisen Evolution Project Development GmbH und ÖVW. Für Kritik sorgte, dass der Verkauf ohne öffentliche Ausschreibung erfolgte. Weiters war das Areal ohne Umweltverträglichkeitsprüfung entwickelt worden.
Im Zuge der Fortschreibung des städtebaulichen Leitbilds in Bezug auf die Hochhausentwicklung wurde 2017 beschlossen, nur sechs (statt acht) Hochhäuser zu errichten. Sie wurden mit Höhen zwischen 60 und 95 Meter geplant, im April 2019 standen die Siegerprojekte fest. Das mit 95 Metern höchste Gebäude wurde „Schneewittchen“ getauft und steht an der Kreuzung Bruno-Marek-Allee/Taborstraße.
Im Bereich Bruno-Marek-Allee / Leystraße wurde im September 2020 mit der Adresse Taborstraße 120 der Christine-Nöstlinger-Bildungscampus der Stadt Wien eröffnet.

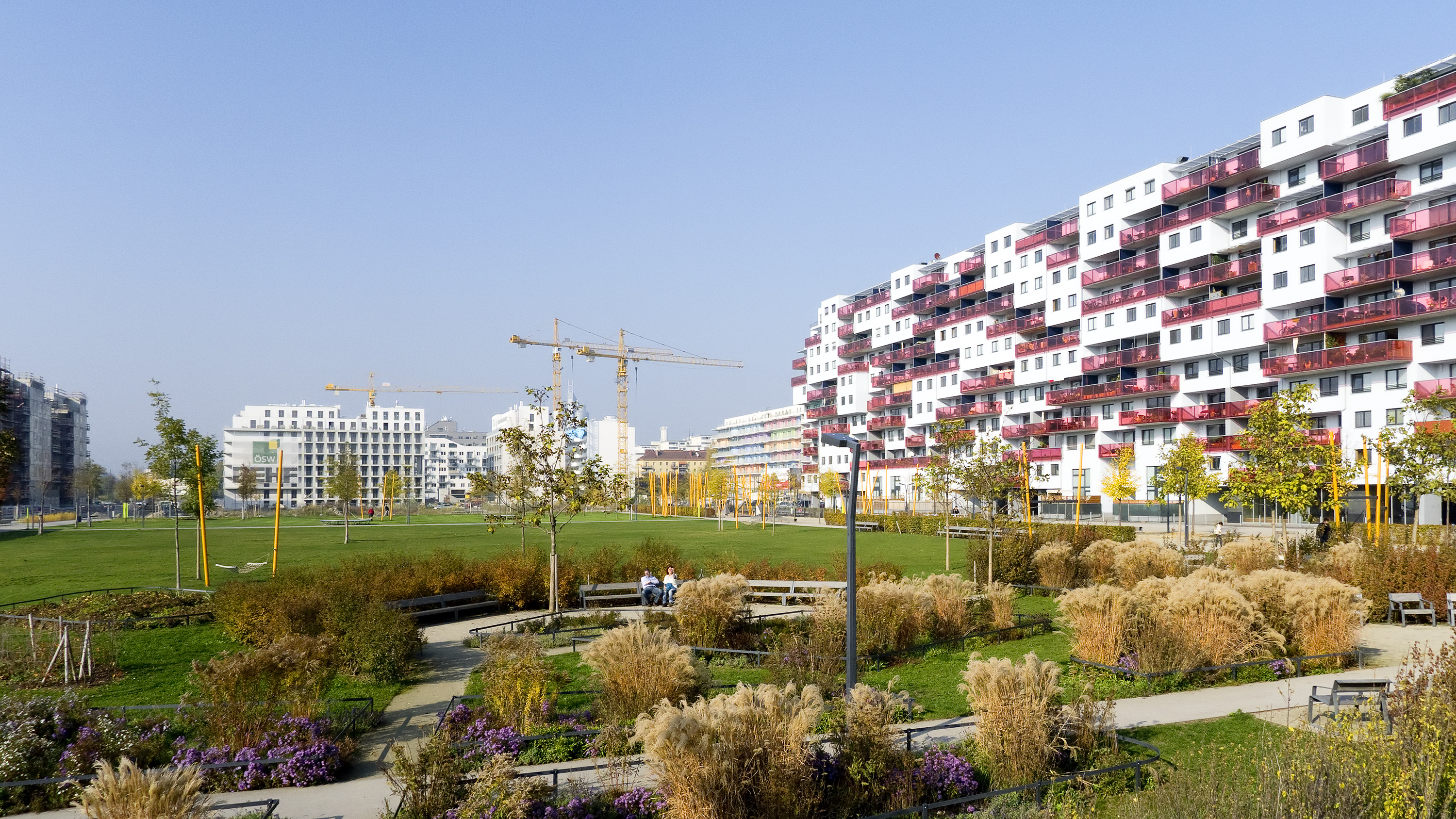
Nordbahnviertel mit Rudolf-Bednar-Park
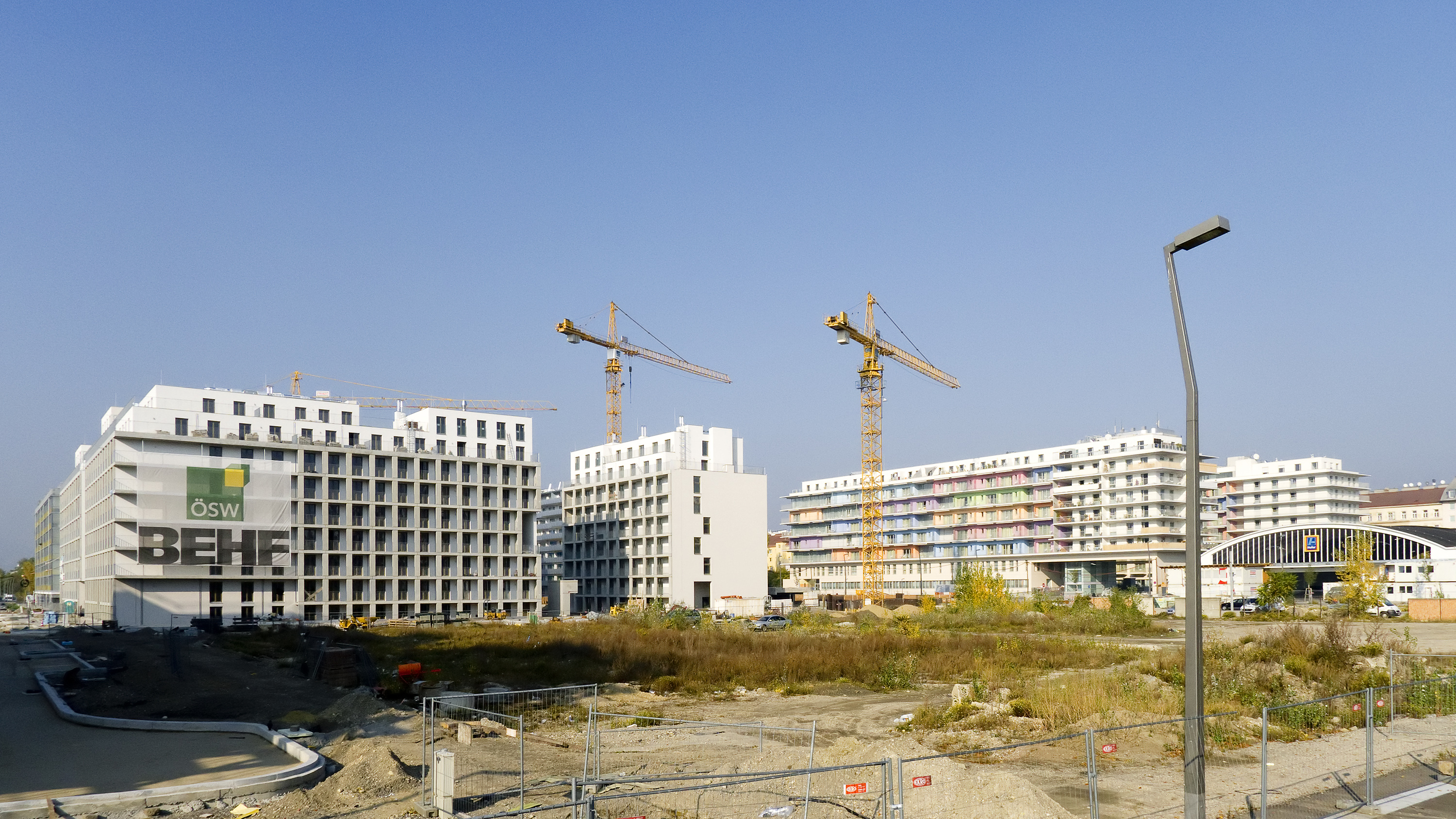
Bereich Rabensburger Straße (Oktober 2011)
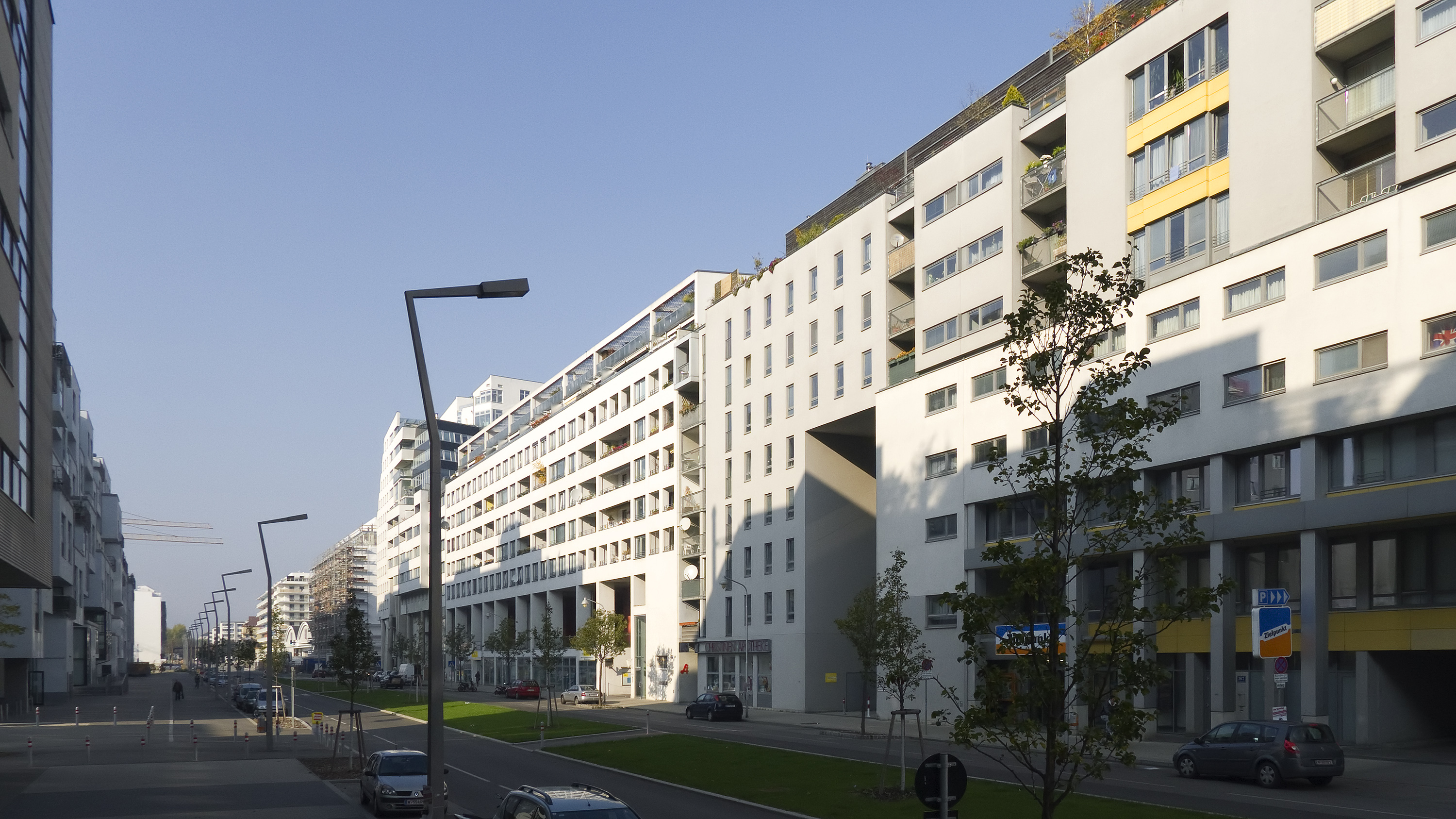
Bereich Vorgartenstraße
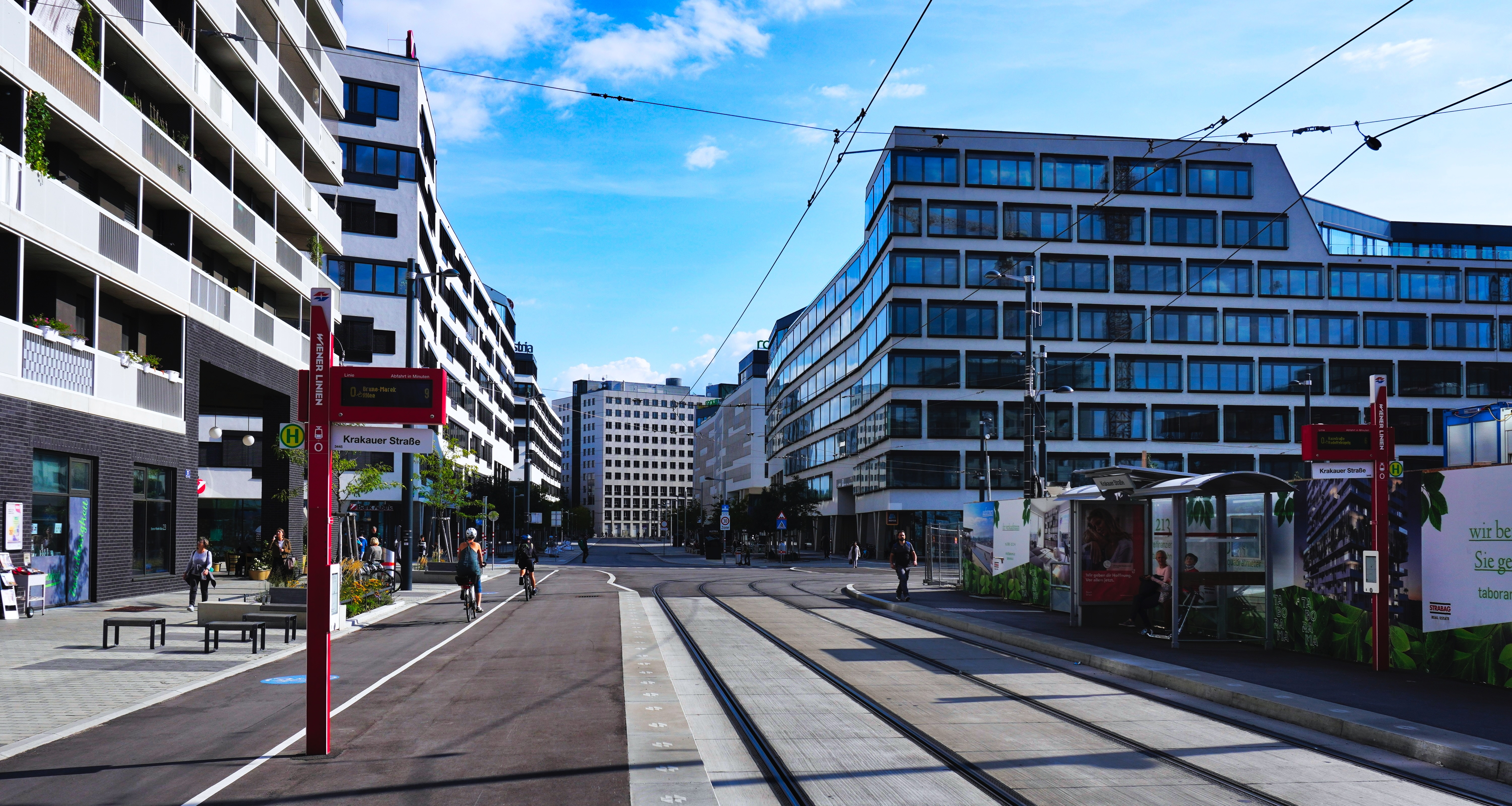
Bereich Bruno-Marek-Allee, Blick Richtung Süden (2021)
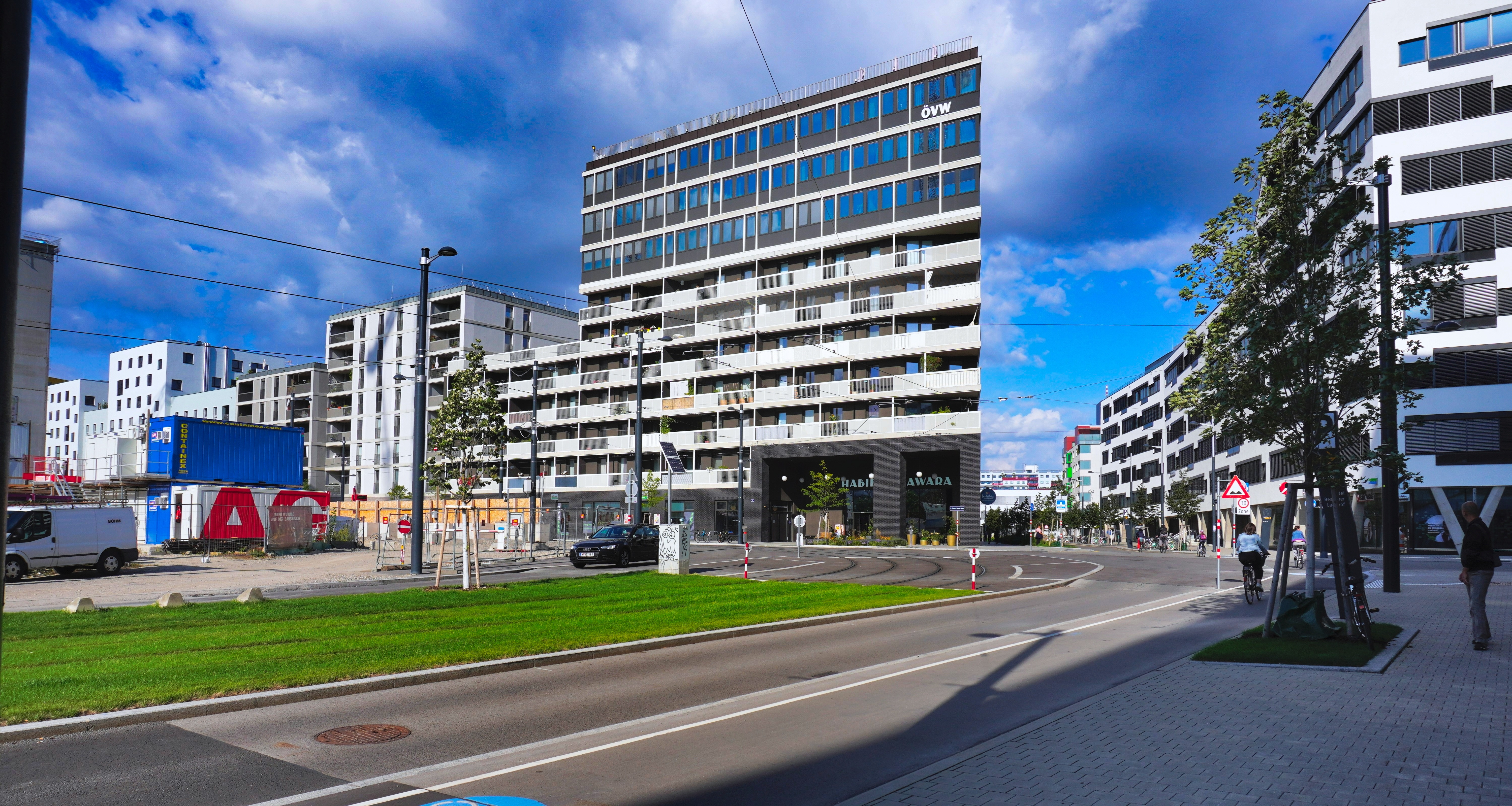
Blick von der Straße Am Tabor (2021)

### Freie Mitte
Wesentlicher Bestandteil des Städtebaulichen Leitbildes 2014 ist eine 9,3 Hektar große Natur- und Parkfläche im Nordwesten des Nordbahnviertels: die Freie Mitte. Der Altbaumbestand und zahlreiche Infrastrukturelemente des alten Frachtenbahnhofs bleiben hier, ergänzt durch neue Bäume und heimische Sträucher, erhalten. Auf dem lange brachliegenden Areal konnten sich zahlreiche seltene Tier- und Pflanzenarten wie Neuntöter, Segelfalter, mehrere Fledermausarten, Zauneidechsen, Wechselkröten und Große Wiesenameisen ansiedeln. Die Freie Mitte besteht aus den Teilen:
- Zentraler Bereich – Nord: das Zentrum der Freien Mitte ist 2,4 Hektar groß und bietet große Wiesenflächen, einen Kinder- und Fahrradspielplatz sowie eine Hundezone. Der Bereich wurde am 21. November 2022 eröffnet.[24]
- Zentraler Bereich – Süd: südlich grenzt ein ähnlich erschlossener, 1,6 Hektar großer Bereich mit Trockenwiesen und Ballspielplätzen an. Er wurde am 15. Mai 2024 eröffnet.[24]
- Stadtwildnis: ein 1,3 Hektar großes, weitgehend natürlich entstandenes Biotop.[25] Hier befinden sich zwei Teichflächen, die als Habitate für die am Gelände vorkommenden Wechselkröten und Eidechsen angelegt wurden. Die Entdeckung der Kröten und Zauneidechsen hatte 2016 die Bauprojekte verzögert.[26] Auch andere seltene und geschützte Arten wie die Violette Sommerwurz kommen hier vor. Weiters wurden hölzerne Stege durch das Gelände und mehrere Sitzgelegenheiten errichtet. Die Stadtwildnis wurde am 4. November 2021 eröffnet.[27][24]
- Parkband 1: ein 0,75 Hektar großer, funktionaler Bereich an der Nordbahnstrecke mit Kinderspielplatz und Hundezone. Das Parkband wurde am 30. Juni 2022 eröffnet.
- Parkband 2: das 0,68 Hektar große Parkband 2 bietet als Besonderheit etwa rollstuhlfreundliche Spielmöglichkeiten. Es wurde am 15. Mai 2024 eröffnet.[24]

## Infrastruktur

### Wasserturm

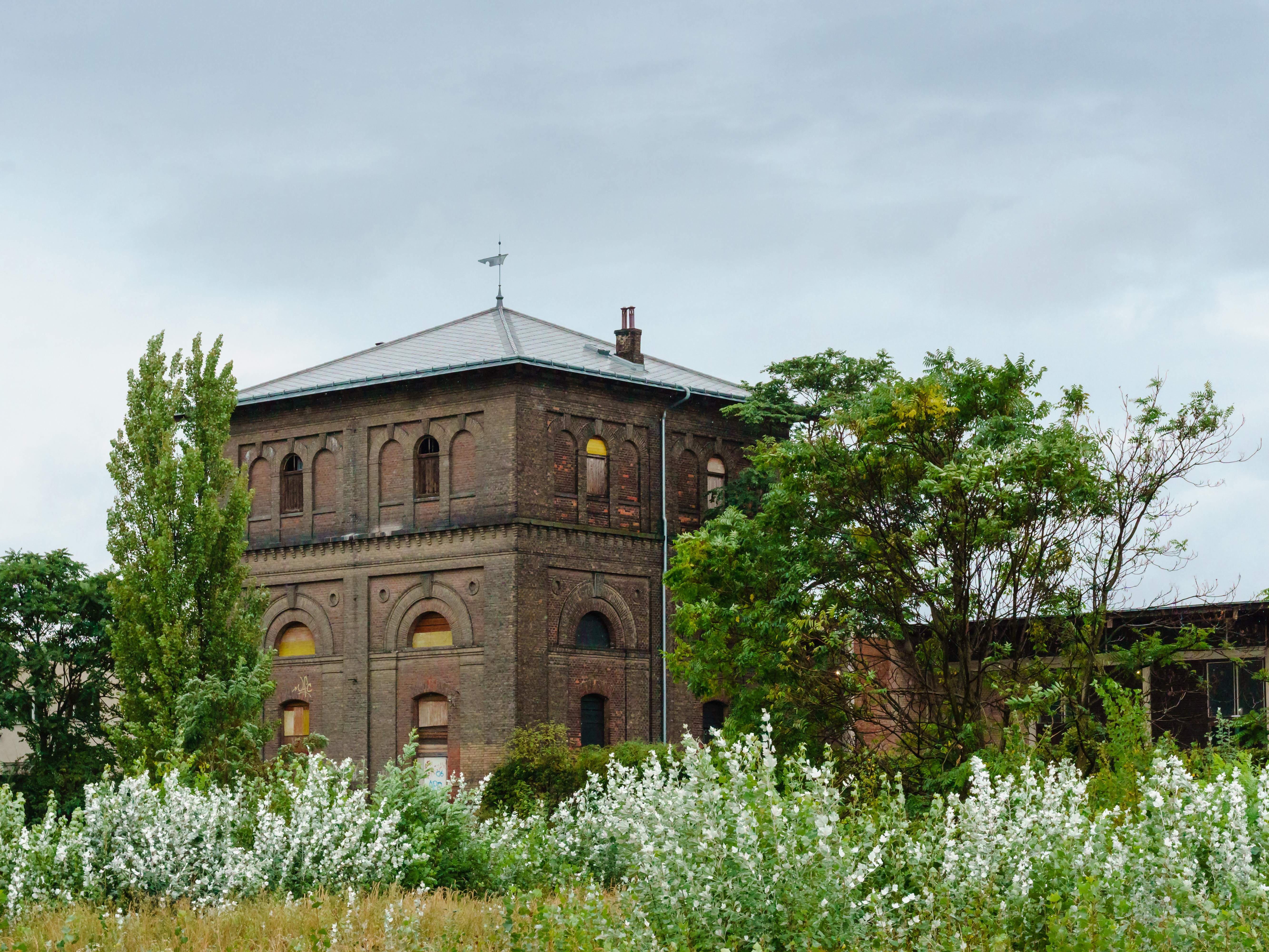
Der alte Wasserturm

Einer der letzten baulichen Reste des alten Nordbahnhofs ist der Wasserturm in der Leystraße 152. Im Jahr 1977 wurde bereits ein Abbruchbescheid durch das Verkehrsministerium erlassen, die Demolierung fand aber aus ungeklärten Umständen nicht statt. Seit 13. November 1998 steht das Gebäude unter Denkmalschutz. Eine Erneuerung des Dachstuhls fand 2012 statt. Ende 2024 startet der Umbau in einen Restaurantbetrieb durch die ÖBB Immobilienmanagement GmbH. Die Fertigstellung wird für Sommer 2026 erwartet.

### Nordbahnhalle

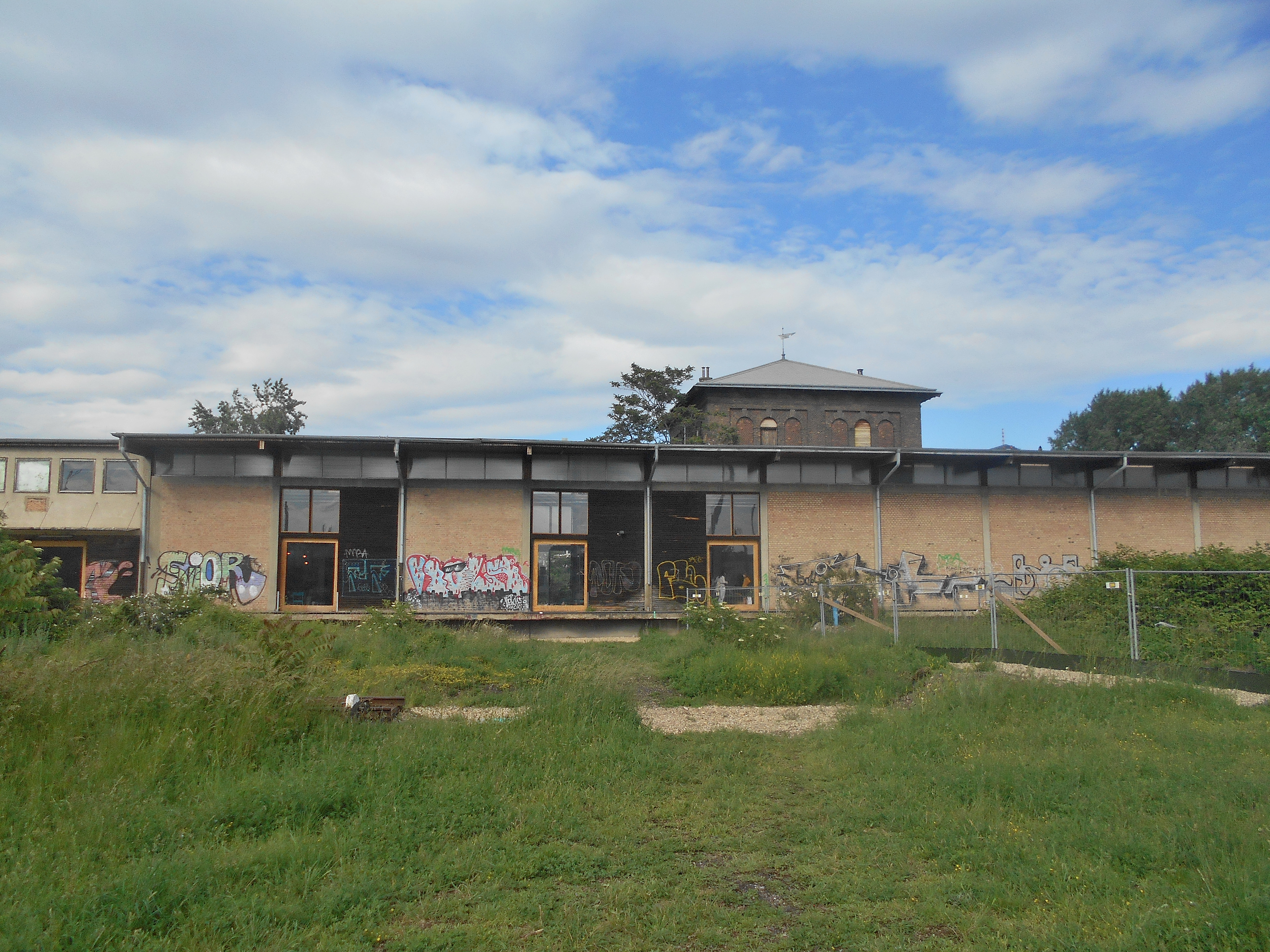
Die ab Dezember 2019 abgerissene Nordbahnhalle (Zustand vom Mai 2019)

Von 2017 bis 2019 wurde die ehemalige Lagerhalle der Firma IMGRO im Rahmen des Forschungs- und Entwicklungsprojektes „Mischung: Nordbahnhof“ unter der Leitung der Technischen Universität Wien als Impulslabor Nordbahnhalle zwischengenutzt. Unter anderem wurden Co-Working-Plätze, Werkstätten, Bildungsräume, Veranstaltungsräume und eine Kantine errichtet. Das Impulslabor wurde für die vielfältigen Aktivitäten der Projekt- und Kooperationspartner und auch für zahlreiche kulturelle Veranstaltungen und Events verwendet. Die Wiener Stadtplanung etablierte in der Halle den sogenannten Stadtraum als Informationszentrum über die aktuelle Stadtteilentwicklung im Nord- und Nordwestbahnhof. Das Ende der Zwischennutzung wurde kontrovers diskutiert, es bildeten sich Initiativen gegen die Abtragung der Halle. Nach dem Teilabriss im September 2019 brach im November 2019 im verbliebenen Teil der Nordbahn-Halle ein Großbrand aus. Das Übergreifen auf den denkmalgeschützten Wasserturm konnte verhindert werden. Im Dezember 2019 wurde mit der kompletten Abtragung der durch den Brand schwer beschädigten Nordbahnhalle begonnen.

### Eisenbahnbrücke

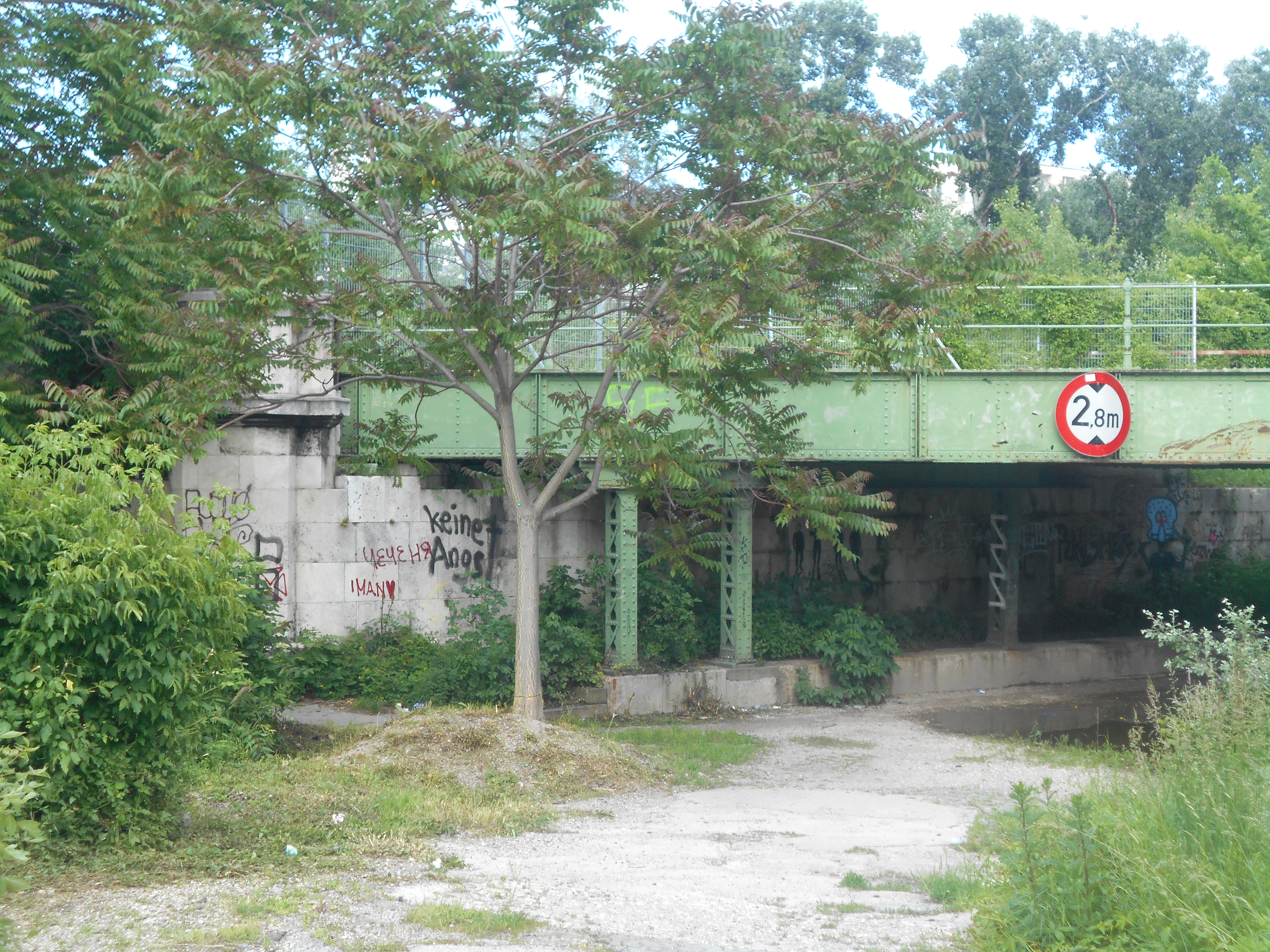
Die alte Eisenbahnbrücke

Im zentralen Bereich ist eine Eisenbahnbrücke als Fußgängerbrücke erhalten geblieben. Sie ist eine der ältesten Eisenbahnbrücken Österreichs. Das heute grün gestrichene Stahlgerüst wurde 1876 als Teil des Verbindungsgleises zur Donauuferbahn errichtet, die Brückenpfeiler stammen aus dem Jahr 1838.

### Rumänisch-Orthodoxe Kirche

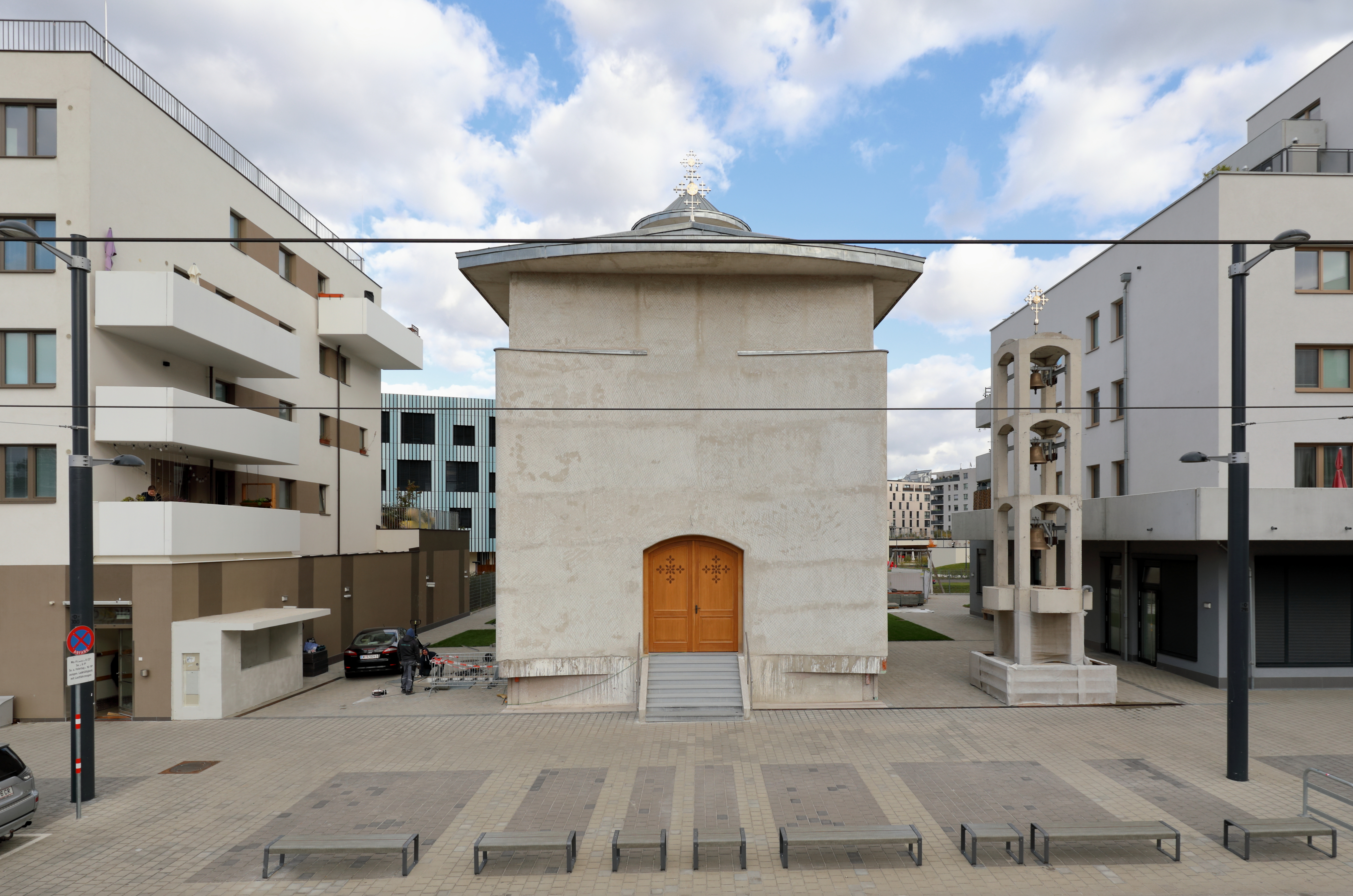
Rumänisch-orthodoxe Kirche „Zur Heiligen Auferstehung“ in der Bruno-Marek-Allee

Im September 2017 wurde der Grundstein zur rumänisch-orthodoxen Kirche „Zur Heiligen Auferstehung“ in der Bruno-Marek-Allee gelegt. Außenerscheinung und Ausgestaltung lehnen sich an die Bukowina-Klöster an, insbesondere (was das Freskenprogramm betrifft) an die Klosterkirche Voroneț, allerdings ist die Grundform mehr aufs Wesentliche reduziert. Das für den Schutz der Fresken erforderliche vorkragende Dach wird transparent ausgeführt.

### Neues Straßennetz
2009–2013 hat der Wiener Gemeinderat auf dem Nordbahnhofgelände damals großteils noch nicht gebaute Verkehrsflächen benannt:
- An den Kohlenrutschen zwischen Walcherstraße und Jakov-Lind-Straße
- Bruno-Marek-Allee (seit 3. Oktober 2020 nördliche Endstation der Straßenbahnlinie O) parallel zur Nordbahnstraße
- Eva-Popper-Weg zwischen Pasettistraße und Vorgartenstraße
- Fanny-Mintz-Gasse, zwischen Walcherstraße und Rudolf-Bednar-Park
- Jakov-Lind-Straße, südliche Begrenzung des Rudolf-Bednar-Parks
- Lembergstraße, parallel zur Nordbahn
- Leopoldine-Schlinger-Gasse, Verlängerung der Radingerstraße Richtung Rudolf-Bednar-Park
- Krakauer Straße, nördliche Begrenzung des Rudolf-Bednar-Parks
- Rabensburger Straße, nördliche Parallele zur Krakauer Straße

Folgende bestehenden Verkehrsflächen wurden zur Verlängerung auf das Nordbahnhofgelände vorgesehen:
- Am Tabor
- Ernst-Melchior-Gasse
- Leopold-Moses-Gasse
- Leystraße
- Pasettistraße
- Schweidlgasse
- Taborstraße

2016 wurde die Kreuzung Bruno-Marek-Allee / Jakov-Lind-Straße
Rothschildplatz benannt.
2018 wurde der direkt an den Praterstern anschließende Teil der Walcherstraße nach dem 2019 dort fertiggestellten Gebäude der Wiener Wirtschaftskammer Straße der Wiener Wirtschaft benannt. Die Abzweigung vom Praterstern selbst wurde 2019 Anitta-Müller-Cohen-Platz benannt.

### Öffentlicher Verkehr
Am Rand bzw. in der Nähe des Viertels liegen die U-Bahn-Stationen Praterstern und Vorgartenstraße. Am 3. Oktober 2020 wurde die Straßenbahnlinie O in das Neubauareal verlängert. Sie biegt an der Nordbahnstraße rechts ab, unterquert auf einem Rasengleis die Nordbahn und verkehrt auf der Bruno-Marek-Allee bis zur Endschleife zwischen Wasserturm und Christine-Nöstlinger-Campus. Außerdem verkehrt in der Gegend die Buslinie 82A, die beim Bildungscampus Gertrude Fröhlich-Sandner eine Station hat.
Weiters ist eine Tangentiallinie 12 geplant, die das Viertel über das Nordwestbahnviertel mit dem Franz-Josefs-Bahnhof verbinden soll.